# Кащелу Бранку (окръг)
Кащелу Бранку е един от 18-те окръга на Португалия. Площта му е 6627 квадратни километра, а населението – 177 810 души (по приблизителна оценка от декември 2019 г.). Разделен е допълнително на 11 общини, които са разделени на 160 енории.